# Blue Bell Hill
Blue Bell Hill – wieś w Anglii, w hrabstwie Kent, w dystrykcie Tonbridge and Malling. Leży 7 km na północ od miasta Maidstone i 49 km na południowy wschód od centrum Londynu.